# نبرد موگادیشو (۱۹۹۳)
نبرد موگادیشو که در بین آمریکایی‌ها به «سقوط شاهین سیاه» و در بین سومالیایی‌ها به «روز رنجرها» معروف است، به عملیات نیروهای آمریکایی با پشتیبانی نیروهای پاسدار صلح سازمان ملل موسوم به UNOSOM II - علیه شبه‌نظامیان سومالیایی وفادار به محمد فرح عیدید در روزهای ۳ و ۴ اکتبر ۱۹۹۳ گفته می‌شود. این عملیات بخشی گسترده‌تر از جنگ داخلی سومالی بود که از سال ۱۹۹۱ تشدید گردید و قحطی و گرسنگی را برای سومالی به ارمغان آورد. سازمان ملل متحد به ارائهٔ کمک‌های غذایی متعهد شده بود، اما در نهایت مأموریت خود را به ایجاد دموکراسی و بازگرداندن یک دولت قابل اعتماد تغییر داد.
عیدید که از همکاری با سازمان ملل امتناع ورزید، سد راه بود. تکاوران نیروی ضربت آمریکایی برای دستگیری دو تن از ستوان‌های رده بالای عیدید در جریان جلسه‌ای در شهر، اعزام شدند. هدف این عملیات محقق شد، اگرچه این عملیات، یک پیروزی شکست‌آمیز و وضعیت به نبرد مرگبار موگادیشو تبدیل شد. عملیات اولیه در ۳ اکتبر ۱۹۹۳، که قرار بود یک ساعت طول بکشد، تبدیل به یک توقف شبانه و عملیات نجات شد که تا روشنایی روز ۴ اکتبر ۱۹۹۳ ادامه یافت.
این حمله قرار بود شامل یک فاز هوایی و زمینی باشد. در حالی که مأموریت در جریان بود، نیروهای سومالیایی دو هلیکوپتر آمریکایی سیکورسکی یواچ-۶۰ بلک هاوک را با استفاده از آرپی‌جی-۷ سرنگون کردند. دفاع همراه با استیصال از لاشهٔ هلیکوپترهای سرنگون‌شده آغاز شد که در سال ۲۰۰۱ در فیلم سقوط شاهین سیاه به تصویر کشیده شد. نبرد در طول شب برای دفاع از بازماندگان سقوط به طول انجامید، از جمله وارد کردن دو گروه نیروی دلتای ارتش ایالات متحده که پس از مرگ مدال افتخار دریافت کردند. صبح، یک کاروان زرهی UNOSOM II راهی محل سقوط هلیکوپترها شد که باعث شد تا تلفات بیشتری را متحمل شوند اما در نهایت بازماندگان را نجات داد.
تلفات شامل ۱۹ سرباز آمریکایی کشته‌شده و ۷۳ زخمی بود، نیروهای مالزیایی یک کشته و هفت زخمی و نیروهای پاکستانی یک کشته و دو زخمی داشتند. بین ۳۱۵ تا ۲۰۰۰ سومالیایی قربانی شدند. این نبرد سیاست خارجی آمریکا را تغییر داد و منجر به خروج نهایی مأموریت سازمان ملل شد. عقب‌نشینی آمریکا توسط القاعده مورد تمسخر قرار گرفت که احتمالاً مسئول آموزش نیروهایی بود که هلیکوپترها را ساقط کردند. پس از نبرد، سربازان کشته‌شدهٔ آمریکایی توسط سومالیایی‌ها در خیابان‌ها کشیده شدند که در تلویزیون آمریکا نمایش داده شد که ارعاب عمومی را در پی داشت. ترس از تکرار نبرد مشابه، دلیلی بر عدم تمایل آمریکا برای دخالت بیشتر در منطقه بود. برخی از محققان استدلال می‌کنند که این عامل مهمی بود که بر تصمیم دولت بیل کلینتون برای عدم مداخله در نسل‌کشی رواندا، که شش ماه بعد رخ داد، تأثیر گذاشت.

## تاریخچه
در دههٔ ۱۹۹۰ جنگ‌های داخلی طولانی، وضعیت سومالی را بسیار آشفته کرده بود و قحطی و گرسنگی سراسر این کشور را فراگرفته بود. سازمان ملل با صدور قطعنامه‌ای خواستار استقرار نیروهای پاسدار صلح در سومالی گردید. در این راستا نیروهای مسلح ایالات متحده با واحدهایی متشکل از تفنگداران دریایی، تکاوران(Rangers)، هنگ دهم کوهستان(10th Mountain) و نیروهای دلتا (Delta Force) و همچنین واحدهای پیاده و زرهی ارتش پاکستان و مالزی در سومالی مستقر شدند و عملیاتی به نام بازگشت امید را آغاز کردند.
درگیری‌های داخلی بین چریک‌های سومالیایی و شبه‌نظامیانی بود که در قالب چندین گروه برای رسیدن به قدرت می‌جنگیدند. قدرتمندترین این گروه‌ها، گروه جبههٔ اتحاد ملی سومالی به رهبری ژنرال محمد فرح عیدید بود. با ورود نیروهای حافظ صلح، این گروه‌ها به‌شدت تضعیف شدند.
رمز آغاز عملیات، «آیرن» نام داشت.

## خلاصهٔ نبرد
روز ۳ اکتبر ۱۹۹۳، یک تیپ کماندویی متشکل از نیروهای دلتا، رنجرهای ارتش، واحد رهایی گروگان نیروی هوایی، واحد کنترل نبرد نیروی هوایی و چهار تن از نفرات یگان ویژه نیروی دریایی در قالب تیمی ۱۶۰ نفره به فرماندهی سرلشکر ویلیام اف. گاریسون با پشتیبانی ۸ بالگرد ترابری-تهاجمی از نوع سیکورسکی یواچ-۶۰ بلک هاوک و ۸ بالگرد تهاجمی سبک از نوع ام‌اچ۶ پرنده کوچک، به منظور دستگیری دو تن از نفرات محمد فرح عیدید، رهبر شورشیان سومالی به موگادیشو یورش بردند.
اما در جریان عملیات ضربتی، یک فروند بالگرد بلک هاوک با کد عملیاتی سوپر۱–۶(Super۶–۱)، با گلولهٔ آرپی‌جی شبه‌نظامیان سومالی هدف قرار گرفته و سرنگون می‌شود. در پی این اتفاق ابتکار عمل از دست نیروهای امریکایی خارج شده و عملیات دستگیری به عملیات نجات، تغییر ماهیت می‌دهد. اما در ادامه یک فروند بالگرد بلک هاوک دیگر با کد عملیاتی سوپر ۴–۶ (Super۶–۴) نیز توسط شبه‌نظامیان ساقط می‌گردد. به‌دلیل افزایش تلفات و گسترده شدن فضای نبرد، نیروهای کماندویی ائتلاف بین‌المللی قادر به مهار عملیات نبوده و در نتیجه با به جای گذاشتن ۱۸ کشته، ۷۳ زخمی و یک خلبان به اسارت درآمده، به پایگاه خود بازمی‌گردند.

## خلبان اسیر شده
هدایت سوپر ۴–۶ (Super۶–۴) را مایکل جی. دورانت برعهده داشت که در جریان سقوط این بالگرد به اسارت شبه‌نظامیان سومالیایی درآمد و پس از یازده روز آزاد گردید.

## ساخت فیلم
در ۱۸ ژانویهٔ ۲۰۰۱ فیلمی با نام سقوط شاهین سیاه به کارگردانی ریدلی اسکات بر پایهٔ داستان واقعی نبرد موگادیشو به روی پرده سینما رفت.

## بازگشت سوپر۱–۶
در سال ۲۰۱۳ بقایای بالگرد آمریکایی با کد عملیاتی سوپر۱–۶(Super۶–۱) که در نبرد موگادیشو سرنگون شده بود، به ایالات متحده بازگردانده شد.